# Estela "Cidade da Glória Militar" (Tver)
A estela-monumento "Cidade da Glória Militar" em Tver (em russo:  Памятник-стела «Город воинской славы» в Твери, transl. Pamyatnik-stela «Gorod voinskoy slavy» v Tveri) é um monumento criado para comemorar a concessão do título honorário de "Cidade da Glória Militar" à cidade de Tver, concedido pela da Federação Russa. Inaugurado em 16 de dezembro de 2011.

## História
Tver é uma das poucas cidades russas que tem uma história que não é provinciana ou mesmo russa, mas gloriosa pelos eventos que determinaram o surgimento de uma parte significativa da moderna Europa Oriental. A glória militar de Tver consiste em três períodos de grande escala:
- O primeiro período é o período de existência do Estado medieval de Tver, marcado por eventos como a defesa contra as tropas de Batu no inverno de 1238, bem como a primeira grande revolta popular russa contra o jugo mongol-tártaro que eclodiu em 1327.
- O segundo período é a história militar de Tver como parte do Estado russo unificado e do Império Russo. Os eventos histórico-militares mais importantes deste período incluem a defesa da cidade durante os eventos do "Tempo de Dificuldades" do início do século XVII (a Batalha de Tver em 1609 durante a Guerra Russo-Polonesa entre o exército russo e o exército polonês-lituano) e a participação dos moradores de Tver na defesa da direção de São Petersburgo durante a Guerra Patriótica de 1812 (como parte de destacamentos militares e de uma grande milícia da cidade).
- O terceiro período é o papel de Tver como um centro-chave de defesa contra os invasores nazistas no outono e inverno de 1941, durante o primeiro, mais difícil e trágico estágio da Grande Guerra Patriótica. A cidade de Kalinin tornou-se o primeiro centro regional a ser libertado da ocupação alemã.[1][2]

Os méritos da cidade foram reconhecidos pelos prêmios estatais correspondentes: em 1966, pelo Decreto do Presidium do Soviete Supremo da URSS de 3 de dezembro, "pela coragem e fortaleza demonstradas pelos trabalhadores na luta contra os invasores nazistas durante a Grande Guerra Patriótica e pelos sucessos alcançados na restauração e desenvolvimento da economia nacional", a região de Kalinin foi condecorada com a Ordem de Lenin, e o centro regional foi condecorado com o Ordem da Bandeira Vermelha do Trabalho pelo Decreto de 4 de fevereiro de 1971. Após a emissão do Decreto do Presidente da Federação Russa, de 4 de novembro de 2010, nº 1335, "Ao conferir à cidade de Tver o título honorário da Federação Russa de "Cidade da Glória Militar", iniciou-se o projeto de um monumento correspondente. A cerimônia de entrega do certificado de concessão do título honorário à cidade ocorreu em 23 de fevereiro de 2011, no Kremlin de Moscou. De acordo com o Decreto do Presidente da Federação Russa, de 1º de dezembro de 2006, nº 1340, uma estela deve ser instalada em cada uma das cidades que receberem tal status elevado. O projeto arquitetônico e escultural da estela memorial "Cidade da Glória Militar" foi aprovado pelo Comitê Organizador Russo "Vitória" com base nos resultados de uma competição aberta totalmente russa, vencida em 2008 pelo projeto do coletivo de autores composto por: Arquiteto Homenageado da Rússia, membro titular da Academia Internacional de Arquitetura I. N. Voskresensky, arquitetos G. A. Ishkil'dina, V. V. Perfil'ev, Artista Homenageado da Rússia, Membro Correspondente da Academia Russa de Artes, escultor S. A. Shcherbakov.
Várias opções possíveis para a colocação da estela foram discutidas: na Praça Lenin, na Praça Pushkin, na Praça Slavy, perto da Ponte Corcunda. Por decisão do governador da região de Tver, A. V. Shevelev, a Praça Pushkin foi escolhida como local para a instalação do monumento. O projeto preliminar para conectar o monumento à área e paisagismo do território foi concluído pela arquiteta L. Komissarova. O empreiteiro geral foi a Usina de Processamento de Pedras de Moscou. Os esboços dos baixos-relevos foram feitos pelo escultor E. A. Antonov.
Em 22 de julho de 2011, o governador da região de Tver, A. Shevelev, o chefe de Tver, V. Babichev, e o administrador da cidade, V. Toloko, estabeleceram o simbólico “ponto de partida”. As obras de construção da estela começaram em outubro de 2011 e foram concluídas no início de dezembro.
A grande inauguração do monumento ocorreu às 12h00 do dia 16 de dezembro de 2011, no 70º aniversário da libertação da cidade de Kalinin das tropas nazistas. A cerimônia de abertura contou com a presença de soldados do Regimento Presidencial, que depositaram guirlandas de memória na estela; o governador A. Shevelev, o chefe de Tver V. Babichev, o administrador da cidade V. Toloko, o presidente da assembleia legislativa A. Epishin, o arcebispo Victor e o participante da libertação de Kalinin, S. A. Sychev, falaram  . Apesar da forte chuva, cerca de 1.500 pessoas compareceram à cerimônia de abertura.
Em 20 de abril de 2012, um selo postal foi colocado em circulação e, em 5 de setembro de 2014, uma moeda comemorativa “Cidade da Glória Militar Tver”, com valor nominal de 10 rublos, foi lançada em circulação. Outro símbolo foi a Espada da Vitória, apresentada a Tver, como outras cidades de glória militar, em 9 de junho de 2022 no Salão da Glória do Museu da Vitória no Parque da Vitória, na Colina Poklonnaya, em Moscou. A espada, feita em Zlatoust, é coberta com ouro do mais alto valor de análise 999,9 e incrustada com pedras preciosas dos Urais - granadas, simbolizando sangue derramado, e topázios azuis, que são considerados um símbolo de paz. O comprimento das espadas é de 1,2 metros e o peso é superior a cinco quilos. A lâmina, decorada com um ornamento vegetal, traz as famosas palavras do príncipe Alexandre Nevski: “Quem vier até nós com uma espada perecerá pela espada”. Anteriormente, em abril de 2015, Espadas da Vitória semelhantes foram transferidas para cidades-heróicas para armazenamento permanente.

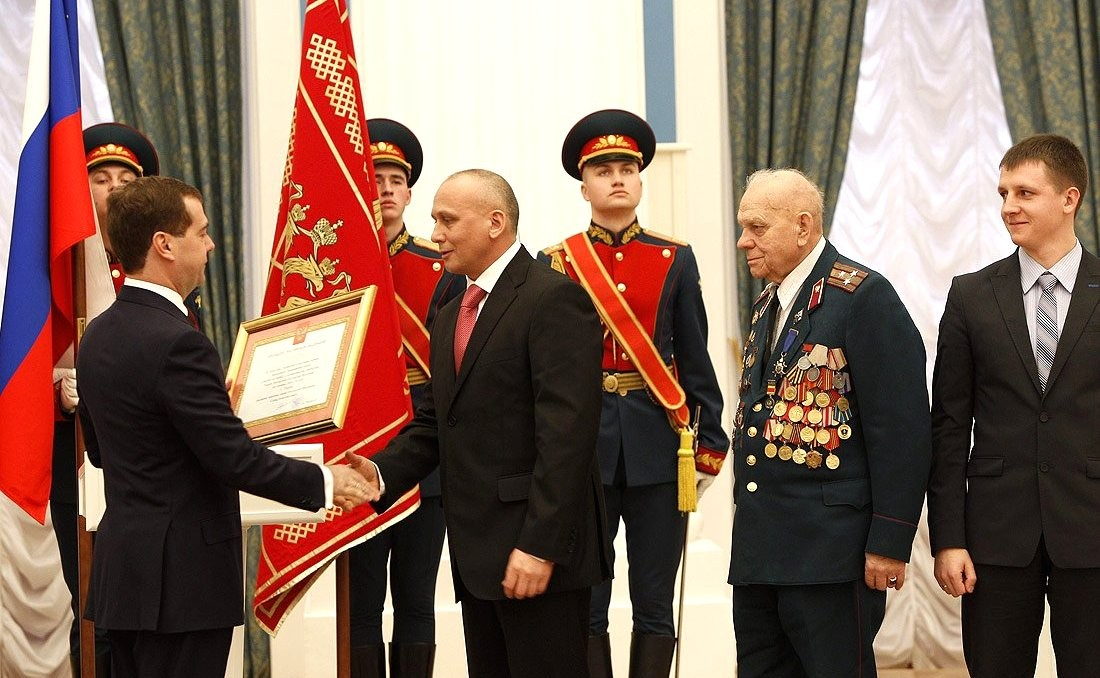
O Presidente entrega um certificado de atribuição do título honorário aos representantes de Tver.
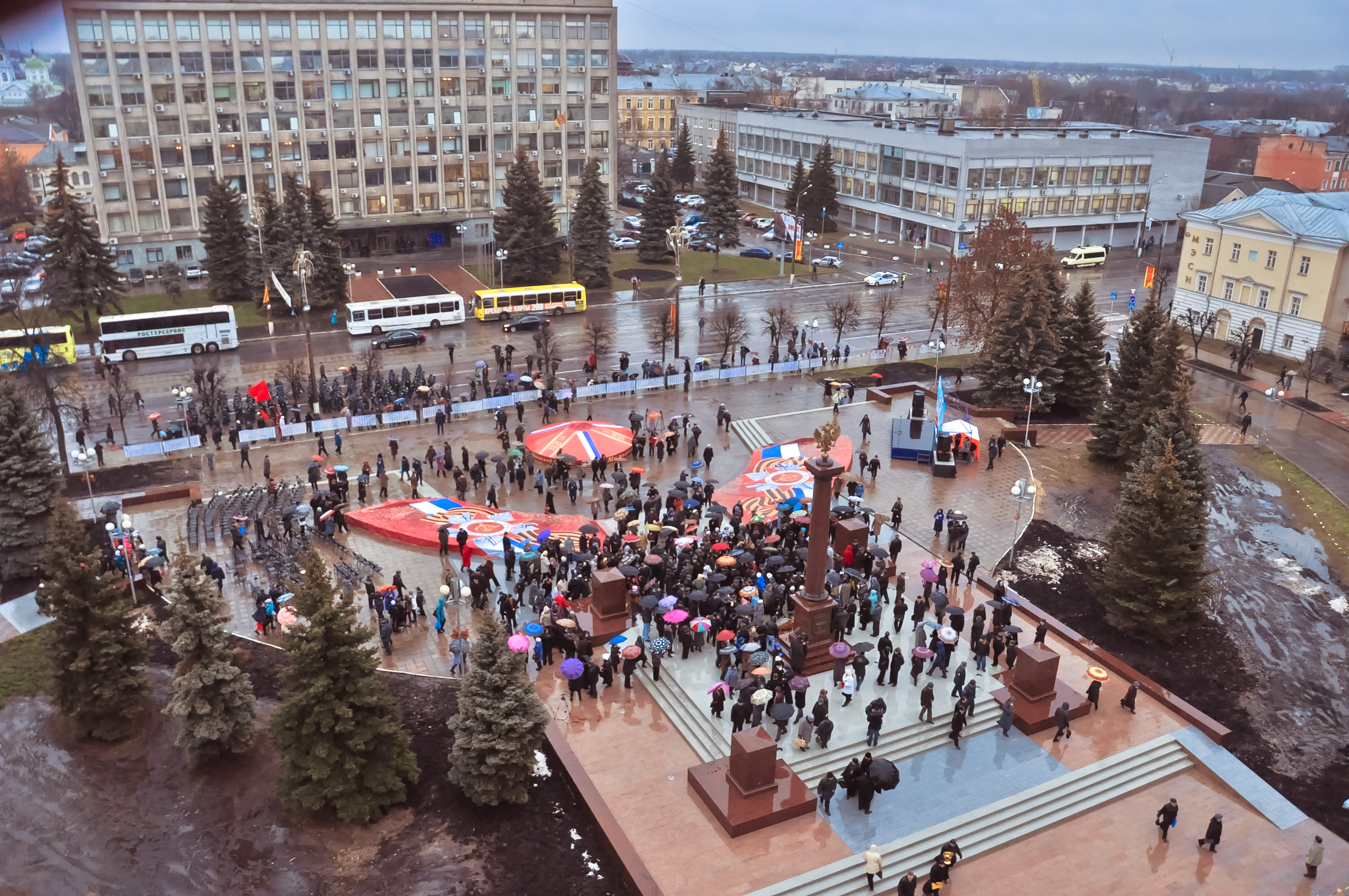
A grande inauguração do monumento vista do telhado da casa nº 54 na Rua Sovetskaya.
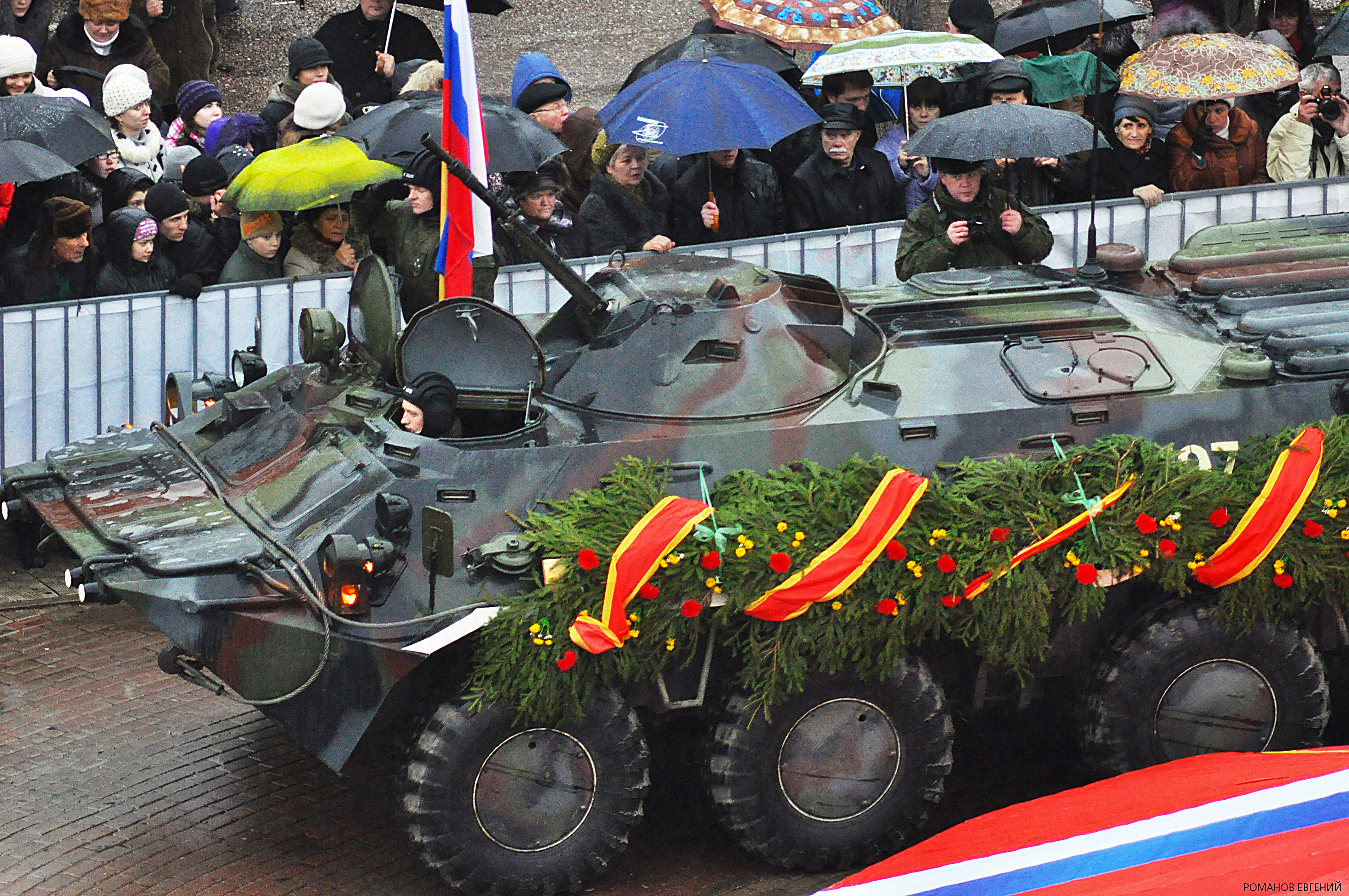
Veículo blindado de transporte de pessoal na Praça Pushkin.
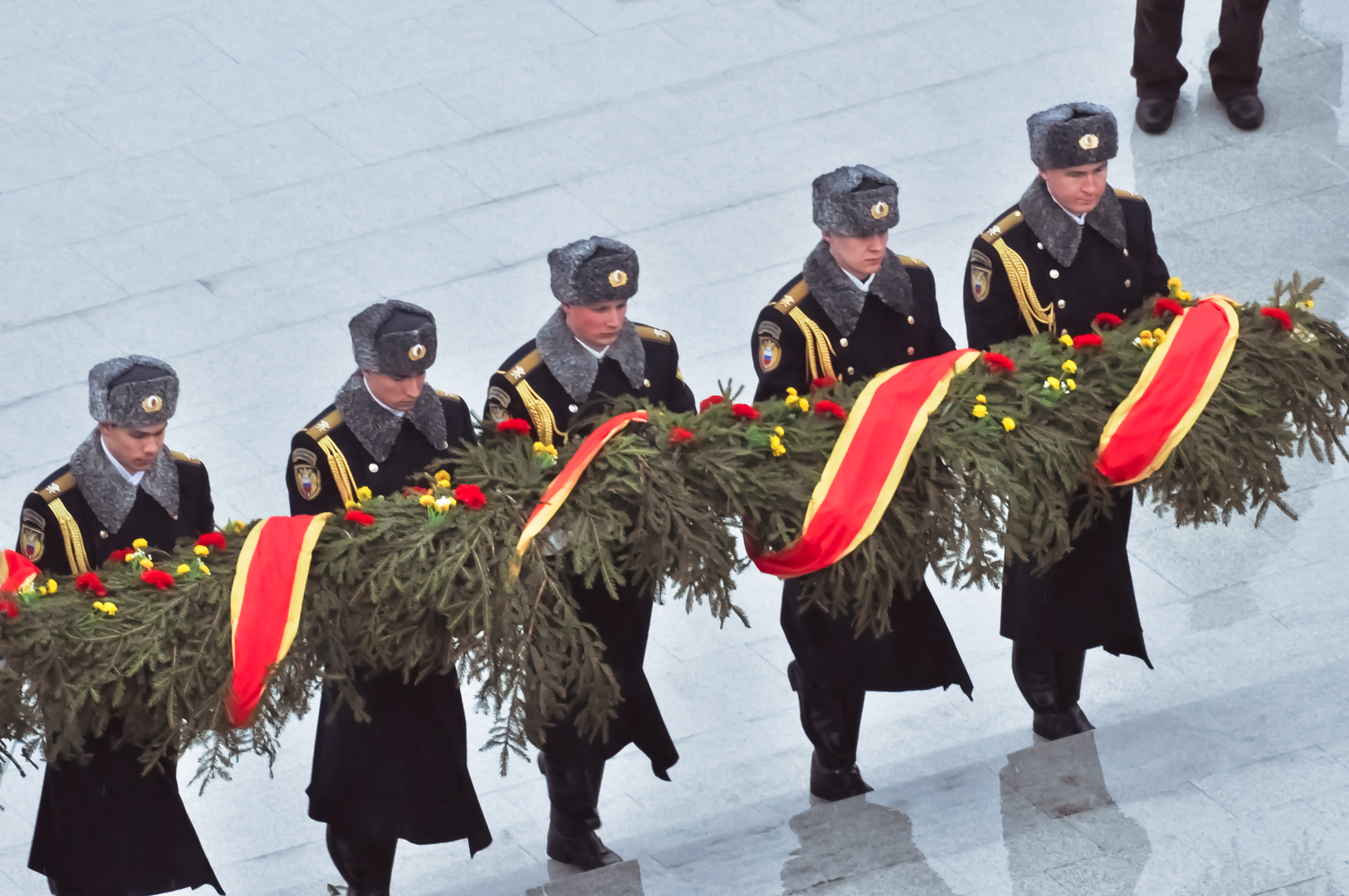
Soldados do regimento presidencial depositaramguirlandas de abetos, que foram trazidas à praça por equipes de tanques, ao pé da estela.
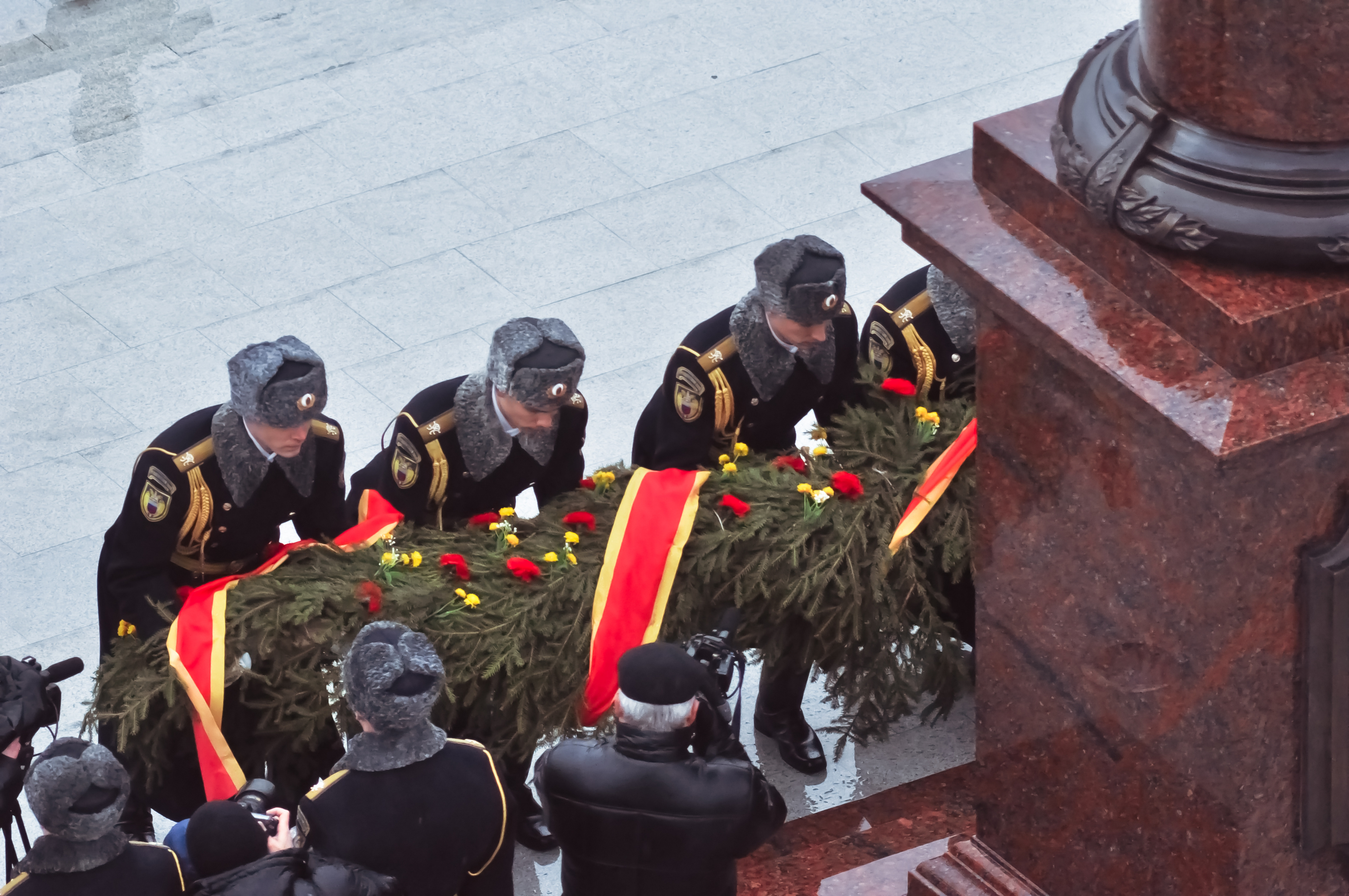
Depositando as guirlandas de ramos de abeto.
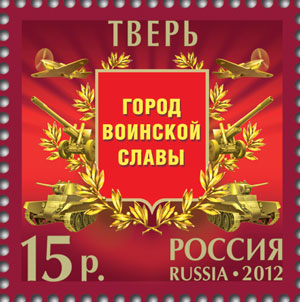
Selo comemorativo dedicado à Cidade da Glória Militar.
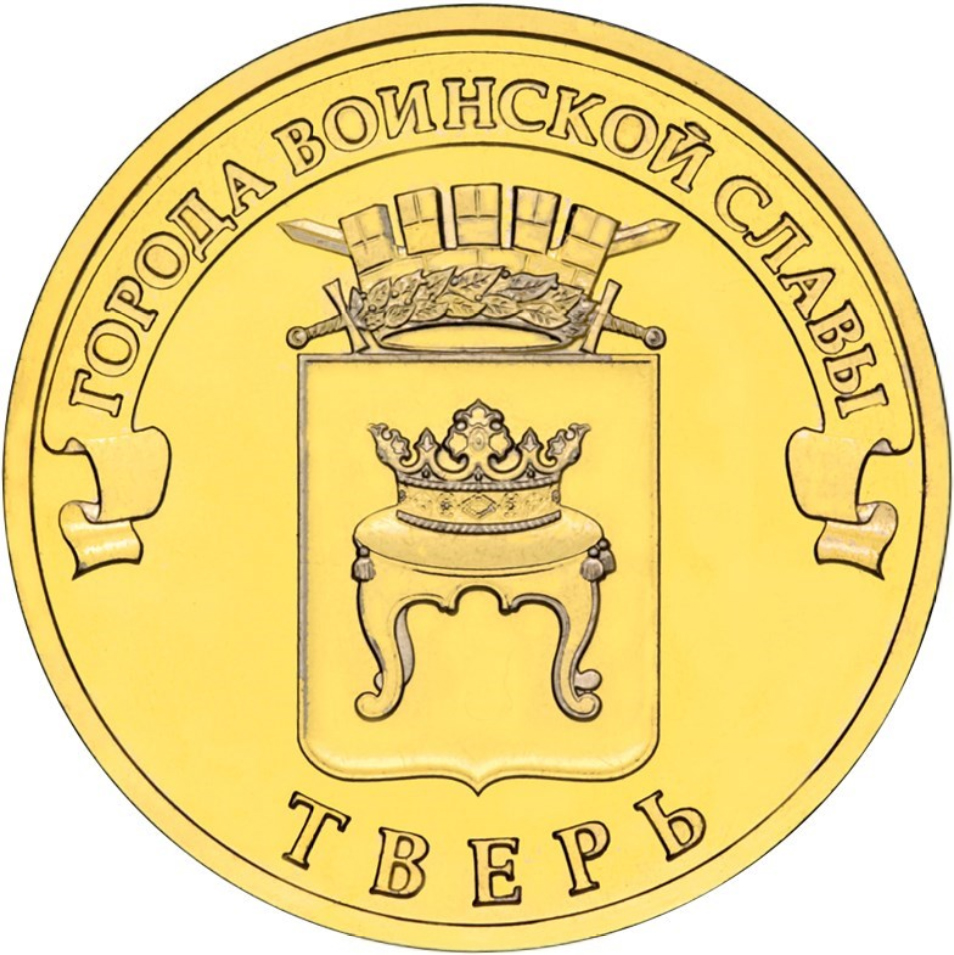
A imagem do brasão da Cidade da Glória Militar na moeda.

## Descrição
A estela memorial é uma coluna de granito da ordem dórica, coroada com o brasão da Rússia, instalada em um pedestal no centro de uma área quadrada na Praça Pushkin. Na parte frontal do pedestal há um cartucho com o texto do decreto presidencial que concedeu a Tver o título de “Cidade da Glória Militar”, e na parte de trás do pedestal há um cartucho com a imagem do brasão de Tver. Nos cantos do local, há quatro pilares com baixos-relevos esculturais representando os eventos em conexão com os quais a cidade recebeu o título honorário da Federação Russa de "Cidade da Glória Militar": a Batalha de Bortenev, a libertação de Tver dos invasores polonês-lituanos, a Guerra Patriótica de 1812 e a libertação de Kalinin da ocupação alemã. A composição da praça é complementada pelas fontes da cidade.
A altura da estela é de 11m, o diâmetro é de 85cm. Cada lado da plataforma quadrada tem 17m. A altura de cada pilar é de 2m, a largura é de 1,2m.

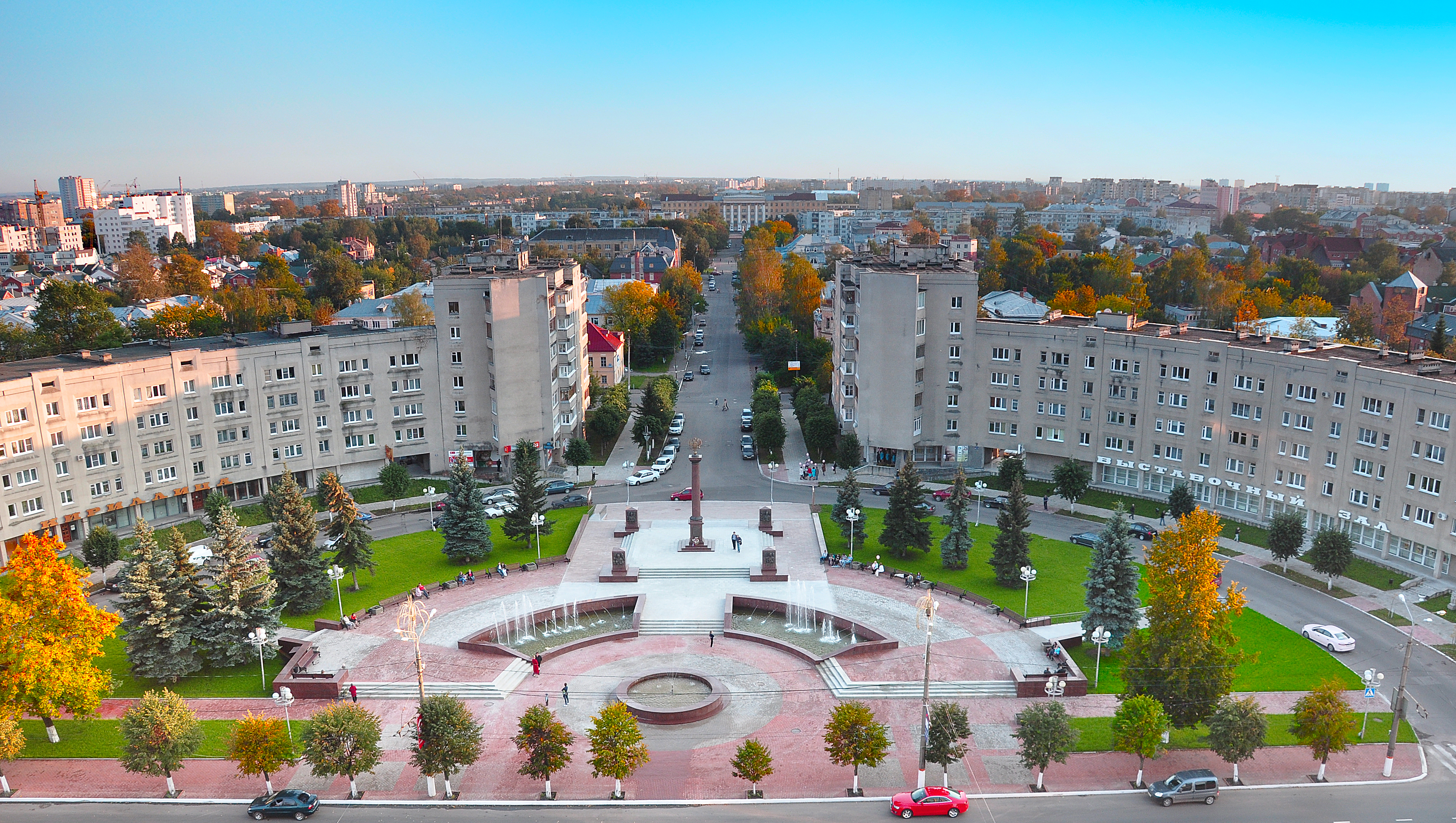
Vista geral da Praça Pushkin.
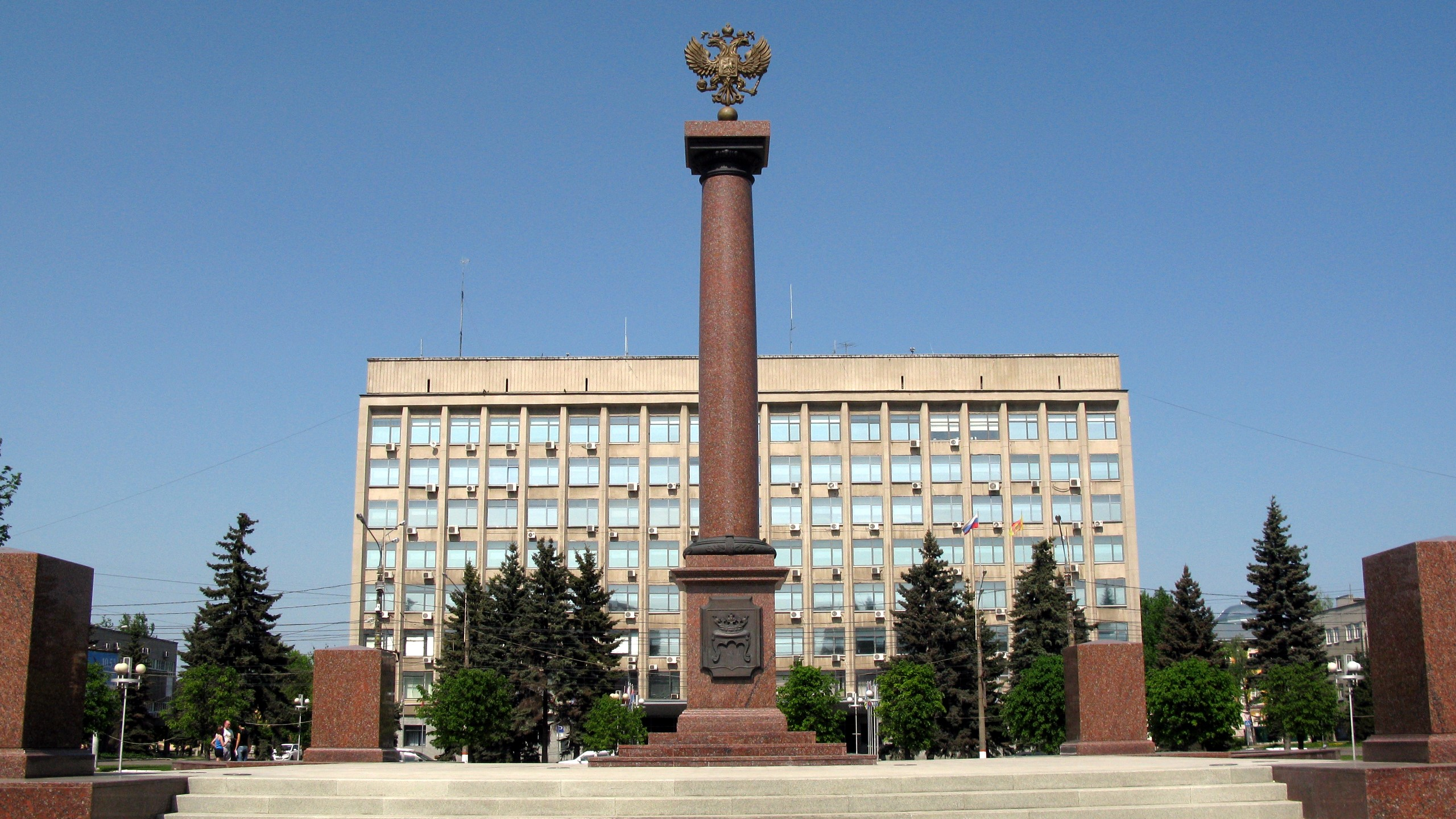
Vista da coluna com o brasão de Tver.
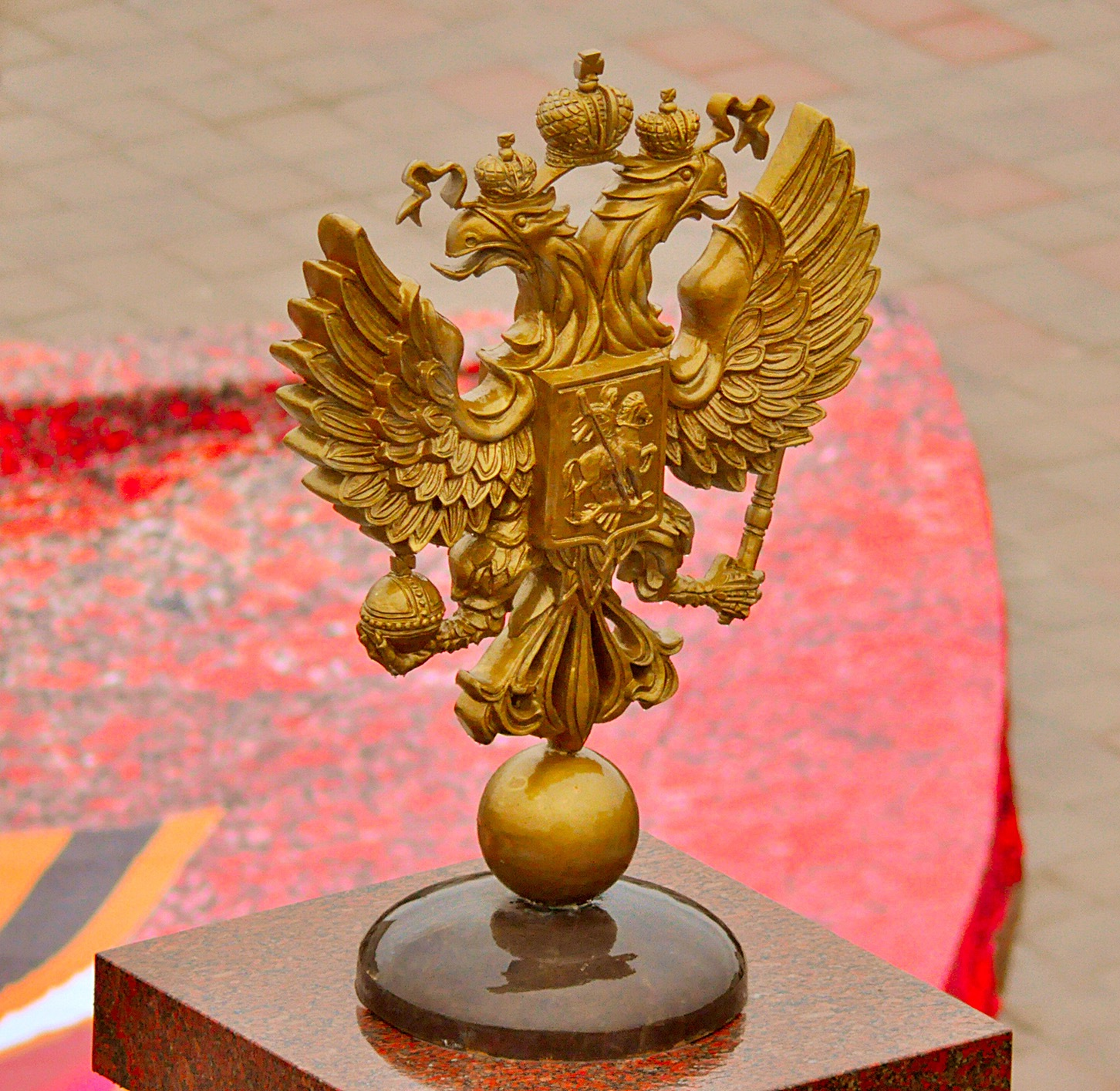
A imagem do brasão da Rússia no topo da coluna.
Барельеф с изображением князя Михаила Ярославича, посвящённый Бортеневской битве Baixo-relevo representando o príncipe Mikhail Yaroslavich, dedicado à Batalha de Bortenev.
Барельеф с изображением князя М. В. Скопина-Шуйского, посвящённый освобождению Твери от польско-литовских интервентов в 1609 году Baixo-relevo representando o príncipe M. V. Skopin-Shuisky, dedicado à libertação de Tver dos invasores polaco-lituanos em 1609.
Барельеф, посвящённый Отечественной войне 1812 года Baixo-relevo dedicado à Guerra Patriótica de 1812.
Барельеф с изображением генерал-полковника И. С. Конева, посвящённый освобождению Твери от немецко-фашистских захватчиков в 1941 году Baixo-relevo representando o Coronel-General I. S. Konev, dedicado à libertação de Tver dos invasores nazistas em 1941.
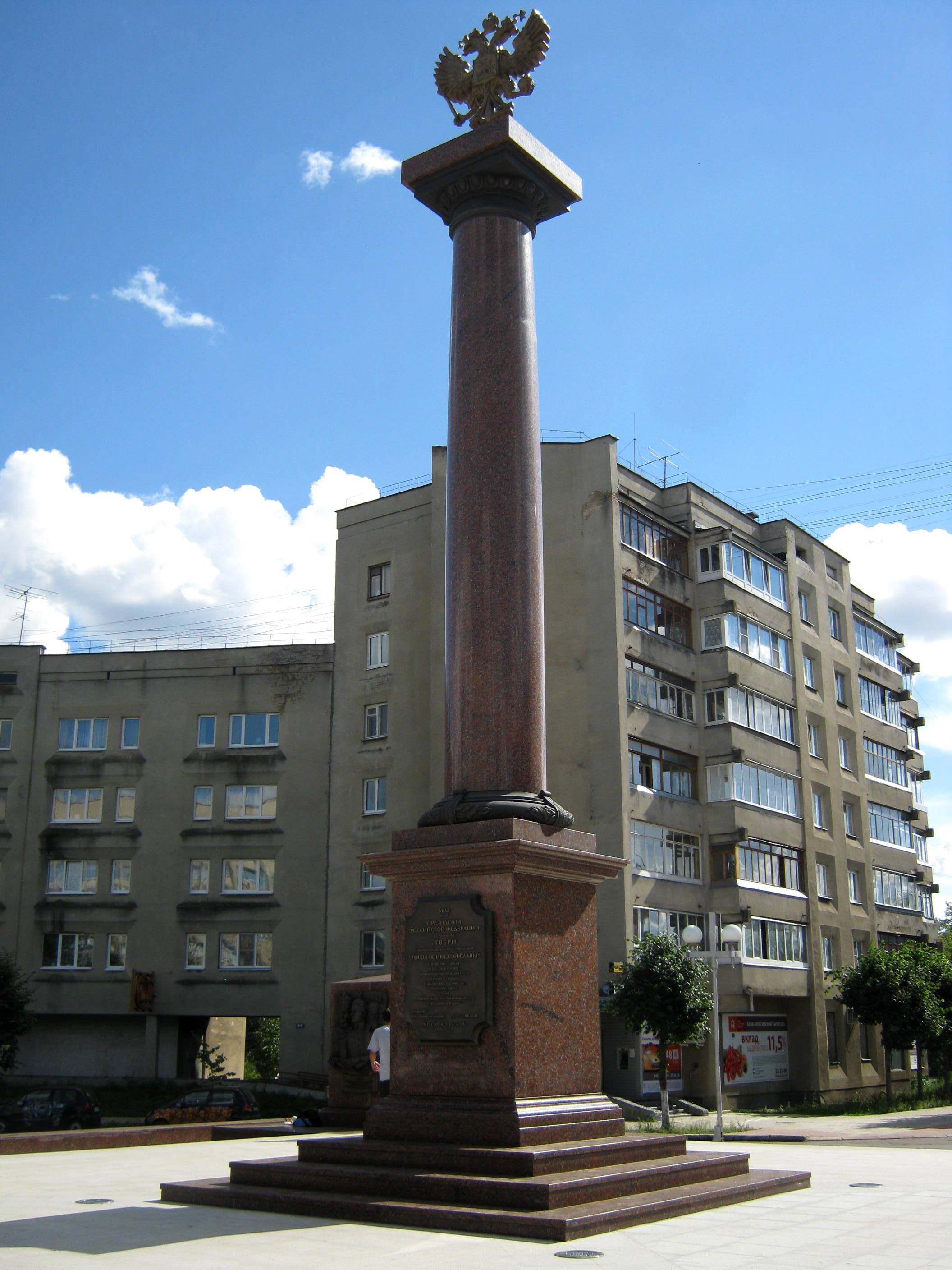
Vista da coluna com o texto do decreto sobre a concessão do título honorário a Tver.